# Hasely Crawford
Hasely Joachim Crawford, född 16 augusti 1950, är en trinidadisk före detta idrottsman och 100 metersmästare vid  Olympiska sommarspelen 1976.
Född i San Fernando, Trinidad kvalificerade han sig för 100 m-finalen vid OS i München 1972 men avslutade inte loppet.
4 år senare i Montréal, klarade han samtliga försök och nådde finalen för 100 m och blev den förste guldmedaljören från Trinidad och Tobago. Han tävlade också i 200 m-loppet och slutade på åttonde plats på grund av skada.
Flera calypsosånger skrevs till hans ära för att hedra honom i Trinidad och ett stadion i Port of Spain uppkallades efter honom, Hasely Crawford Stadium.